# تپه بلیین ۱
تپه بلیین ۱ مربوط به پیش از تاریخ تا دوره اسلامی (دوره نوسنگی ـ قرون اولیه دوره اسلامی) دوره اسلامی است و در شهرستان ایلام، بخش مرکزی، دهستان میش خاص، روستای بلیین واقع شده است. این اثر در تاریخ ۳۰ دی ۱۳۸۵ با شمارهٔ ثبت ۱۶۹۴۳ به عنوان یکی از آثار ملی ایران به ثبت رسیده است.